# 莫呂
莫呂（挪威語：Måløy，挪威語發音：[ˈmòːlœʏ] ⓘ）是挪威松恩-菲尤拉訥郡的城鎮，位於該國西南部，面積2.12平方公里，該鎮在第二次世界大戰中曾被納粹德國佔領，2009年人口3,026，人口密度每平方公里1,427人。

## 外部連結
- Tall Ship's Race in Måløy （页面存档备份，存于）